# Babička (film, 1940)
Babička je české filmové drama režiséra Františka Čápa z roku 1940.

## Obsazení
| Terezie Brzková            | babička                           |
| Nataša Tanská              | Barunka                           |
| Jitka Dušková              | Adélka                            |
| Dagmar Appelová            | Adélka (starší)                   |
| Karel Třešňák              | Jan Prošek, Barunčin otec         |
| Světla Svozilová           | Terezka Prošková, Barunčina matka |
| Jiřina Štěpničková         | Viktorka                          |
| Gustav Nezval              | černý myslivec                    |
| Marie Glázrová             | paní kněžna                       |
| Nora Cífková               | kontesa Hortenzie                 |
| Jaroslav Průcha            | Reisenburský myslivec             |
| Anna Steimarová            | kovářka                           |
| Josef Vošalík              | pan správce                       |
| Stanislav Neumann          | písař                             |
| Božena Šustrová            | Kristla                           |
| Jiří Dohnal                | Jakub                             |
| Karel Kolár                | Kristlin otec                     |
| Marie Blažková             | mlynářka                          |
| Marie Skalická             | Mančí                             |
| Vladimír Řepa              | Kudrna                            |
| Helena Málková (Růžičková) | Kudrnovic dítě                    |

## Tvůrci
- Námět: Božena Němcová, povídka Babička
- Scénář: Karel Hašler, Václav Wasserman
- Hudba: Jiří Julius Fiala
- Zvuk: František Šindelář
- Kamera: Karel Degl
- Režie: František Čáp
- Střih: Antonín Zelenka
- Kostýmy: Fernand Vácha
- Produkce: Vilém Brož, Karel Šilhánek